# Rodrigo Zalazar
Rodrigo Zalazar Martínez (ur. 12 sierpnia 1999 w Albacete) – urugwajski piłkarz, występujący na pozycji ofensywnego pomocnika w portugalskim klubie SC Braga oraz w reprezentacji Urugwaju.

## Kariera klubowa
Grę w piłkę nożną rozpoczął w szkółce EF Zalazar z Albacete, należącej do jego ojca José Zalazara. Następnie trenował w Albacete Balompié oraz Málaga CF, skąd w 2016 roku został wypożyczony na krótki okres do CD San Félix. Przed sezonem 2018/19 został włączony do składu Atlético Malagueño (Segunda División B), będącego drugą drużyną Málagi CF. Z powodu niezaakceptowania przezeń tej decyzji nie został on zarejestrowany do rozgrywek i latem 2019 roku opuścił zespół.
W lipcu 2019 roku jako wolny agent podpisał czteroletni kontrakt z Eintrachtem Frankfurt i został natychmiast wypożyczony na rok do Korony Kielce, prowadzonej przez Gino Lettieriego. 20 lipca zadebiutował w Ekstraklasie w wygranym 1:0 meczu z Rakowem Częstochowa, w którym wszedł na boisko w 70. minucie za Erika Pačindę.
6 sierpnia 2020 FC St. Pauli, grający na poziomie 2. Bundesligi, ogłosił wypożyczenie Zalazara na okres całego sezonu. Pod wodzą trenera Timo Schulza, Urugwajczyk od razu stał się częścią pierwszego składu. Wystąpił we wszystkich 34 meczach ligowych, rozpoczynając od pierwszej minuty 32 razy i strzelił 6 goli. Po słabej pierwszej połowie sezonu, po której FC St. Pauli znalazło się w dole tabeli, nastąpiła mocna druga połowa sezonu zakończona 4. miejscem wśród najlepszych drużyn rundy wiosennej. Ostatecznie klub skończył rozgrywki w środku tabeli, na bezpiecznym 10. miejscu.
Zalazar wrócił do Eintrachtu w lipcu 2021, ale początkiem sierpnia 2021 przeniósł się na wypożyczenie do zdegradowanego z Bundesligi Schalke 04 do końca sezonu 2021/2022. Klub z Gelsenkirchen miał wówczas możliwość pierwokupu Zalazara i podpisania z nim kontraktu do 30 czerwca 2026. Urugwajczyk prezentował się na tyle dobrze, że Schalke 04 skorzystało z tej okazji 25 marca 2022, a transfer wszedł w życie 1 lipca 2022, z końcem wypożyczenia z Eintrachtu. Zalazar wywalczył z Schalke 04 awans do Bundesligi.

## Kariera reprezentacyjna
W 2018 roku rozpoczął grę w reprezentacji Urugwaju U-20. W 2019 roku wystąpił na Mistrzostwach Ameryki Południowej U-20, na których zaliczył 7 spotkań i wywalczył ze swoim zespołem brązowy medal.

## Statystyki kariery

### Klubowe
| Klub                    | Sezon              | Liga               | Liga  | Liga   | Puchar kraju | Puchar kraju | Kontynentalne | Kontynentalne | Suma  | Suma   |
| Klub                    | Sezon              | Poziom             | Mecze | Bramki | Mecze        | Bramki       | Mecze         | Bramki        | Mecze | Bramki |
| ----------------------- | ------------------ | ------------------ | ----- | ------ | ------------ | ------------ | ------------- | ------------- | ----- | ------ |
| Atlético Malagueño      | 2018/2019          | Segunda División B | 0     | 0      | 0            | 0            | 0             | 0             | 0     | 0      |
| Eintracht Frankfurt     | 2019/2020          | Bundesliga         | 0     | 0      | 0            | 0            | 0             | 0             | 0     | 0      |
| Korona Kielce (wyp.)    | 2019/2020          | Ekstraklasa        | 8     | 0      | 1            | 0            | —             | —             | 9     | 0      |
| Korona II Kielce (wyp.) | 2019/2020          | III liga, gr. 4    | 10    | 3      | —            | —            | —             | —             | 10    | 3      |
| FC St. Pauli (wyp.)     | 2020/2021          | 2. Bundesliga      | 34    | 6      | 1            | 0            | —             | —             | 35    | 6      |
| Schalke 04 (wyp.)       | 2021/2022          | 2. Bundesliga      | 30    | 6      | 2            | 1            | —             | —             | 32    | 7      |
| Schalke 04              | 2022/2023          | Bundesliga         | 2     | 1      | 1            | 1            | —             | —             | 3     | 2      |
| Schalke 04              | Łącznie            | Łącznie            | 32    | 7      | 3            | 2            | 0             | 0             | 35    | 9      |
| Łącznie w karierze      | Łącznie w karierze | Łącznie w karierze | 84    | 16     | 5            | 2            | 0             | 0             | 89    | 18     |

## Sukcesy

### Klubowe
Schalke 04
- Mistrzostwo 2. Bundesligi: 2021/2022

## Życie prywatne
Syn Joségo Zalazara, brat Kukiego Zalazara. Posiada obywatelstwo urugwajskie oraz hiszpańskie.